# Santino Corleone
Santino „Sonny” Corleone (ur. 31 grudnia 1916, zm. 7 sierpnia 1948) – postać fikcyjna z powieści Maria Puzo Ojciec chrzestny oraz filmu Francisa Forda Coppoli o tym samym tytule.
Santino jest najstarszym synem Vita Corleone i jego żony Carmelli. Po nieudanym zamachu na jego ojca zostaje tymczasowym donem i doprowadza do wojny gangów w Nowym Jorku. W powieści przedstawiony został jako kobieciarz, zapalczywy, nieprzejednany zabójca wszystkich wrogów rodziny Corleone. Jednak jak pisze Mario Puzo, Sonny w głębi duszy miał miękkie serce - nie potrafił uderzyć kobiety, ani walczyć z bezbronnym. On też zabrał z ulicy Toma Hagena, kiedy był małym chłopcem. Został mordercą, bo po prostu musiał, takie było przeznaczenie najstarszego syna Vita Corleone. W filmie Vito wypowiada słowa wiedziałem, że to czeka Santina. Właśnie emocjonalność i impulsywność, doprowadza Sonny’ego do śmierci na autostradzie, na którą został zwabiony przez swojego szwagra, Carla Rizziego. Kiedy płacił za wjazd na autostradę, z budki celnej i sąsiednich samochodów członkowie innych rodzin otworzyli do niego ogień, w wyniku czego zginął na miejscu (mając zaledwie 31 lat).
Jego żoną była Sandra, z którą miał czworo dzieci:
- Francescę (ur. 1937),
- Kathryn (ur. 1937, bliźniaczka Franceski),
- Franka (ur. 1940),
- Santina juniora (ur. 1945).

Miał on również nieślubnego syna Vincenta Mancini.